# 里見光鑽
里見光鑽，是日本純種競賽馬匹。生涯活躍於中長途賽事，國內共獲獎金8億6512萬4000日圓，總戰績18戰8勝，勝場包括之中2016年菊花賞及有馬紀念兩場一級賽，令其於同年獲得JRA賞最佳3歲雄馬榮譽。
2018年12月引退後成為社台Stallion Station的種馬，較優秀的子嗣有於2023年勝出二級賽京都新聞盃及神戶新聞盃的里見騰輝。

## 出賽前
2013年1月30日出身於北海道安平町北部牧場，成長途中於拍賣會上被馬主里見治以2億4150萬日圓的高價購入。
其後交由栗東訓練中心練馬師池江泰壽訓練。

## 競賽生涯

### 2歲
2015年11月8日出戰京都競馬場2歲新馬戰，比賽途中以先行姿態進入直路，並於其中爆發出全場最佳末腳之下大幅拋離另一匹高價馬Leukerbad 2 1/2馬位取得首勝。
其後出戰2歲500萬獎金以下條件戰，於其中再度轟出優秀的末腳速度拉開對手3 1/2馬位率先衝線，成功達成連勝。

### 3歲
2016年年初以如月賞作爲年度首戰，將再度和Leukerbad展開決戰。比賽開始後，其處於中團約莫第五的位置展開推進，並於比賽途中逐步加速，於最後彎道經已進佔有利位置。進入直路後，其進一步順應騎師李慕華的指揮加速衝刺，最終跑出全場最快末腳之下以3 1/2馬位優勢奪得首個分級賽冠軍。
4月17日直接出戰皋月賞，比賽初段選擇以居中戰術保持於第八左右的位置，並於通過第三彎道時候逐步上前進佔先頭位置。然而進入直路後，其於加速途中受到醋丈夫斜行的影響，節奏被破壞下稍微失速，最終被後方追擊的氣概凜然及豐收節超越，以第三落敗。
其後出戰東京優駿（日本打吡），落後皋月賞馬氣概凜然取得第二人氣。比賽開始後，其繼續處於中團位置推進，並於比賽途中保持一貫的穩定節奏。雖然其於進入對面直路後左後腳蹄鐵發生跌落，但其仍然可以於其後的直路上跑出後600米33.4秒的末腳，最終和豐收節以平頭姿態衝線。可惜於照片判定下，賽會仍然判定里見光鑽以8厘米的細微差距落敗得第二。
夏季放草過後於9月出戰神戶新聞盃，由於皋月賞馬氣概凜然選擇出戰聖烈特錦標，而打吡馬農神節慶則遠征法國出戰凱旋門大賽，於強敵缺席下其以1.2倍的獨贏賠率取得壓倒性的第一人氣。比賽開始後，其於中團位置展開推進，並於通過最後彎道時候前移進佔先頭位置。進入直路後，其以凌厲的姿態展開加速奪得領先，及後保持速度下成功抵擋內欄進擊的覓奇火箭，以頸位壓贏對手取勝。
10月23日出戰菊花賞，賽前壓贏氣概凜然取得第一人氣。比賽開始後，其繼續保持於第八左右的位置逐步推進，於通過第四彎道時候逐步發力爬升至到第五的位置。進入直道後，其仍然保持狀態不斷加速成功超越領放馬Miraieno Tsubasa，其後繼續加速轟出全場最快末腳下不斷拉開和後上馬七色線的距離，最終以2 1/2馬位優勢取得首個一級賽冠軍。

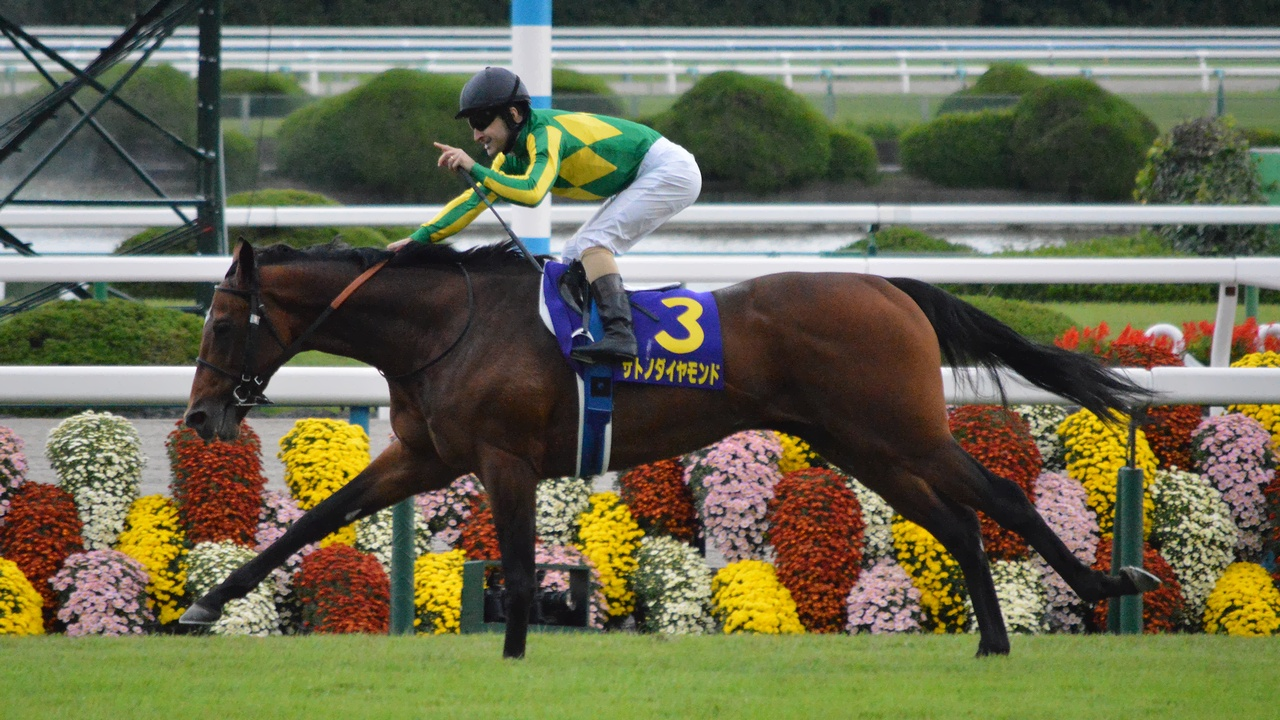
出戰菊花賞的里見光鑽

其後出戰有馬紀念和一眾年長馬匹決戰，賽前因目前連勝的姿態取得第一人氣。比賽開始後，前方由馬國之巔及北部玄駒帶出，而里見光鑽則稍爲前移選擇於約莫第四的位置推進。通過第三彎道時，其開始發力上前，並於第四彎道和北部玄駒及黃金伶人處於並排的狀態。進入直路後，其憑借此前的動作成功進佔外檔位置進行衝刺，於最後100米超越力弱的北部玄駒取得領先，其後繼續保持優勢下率先衝線奪冠。
年末，由於其贏得菊花賞及以3歲馬身份取得有馬紀念冠軍，因而於評選中以近乎全票的286票當選最佳3歲雄馬，但於日本馬王評選則敗於北部玄駒及滿樂時。

### 4歲
2017年出戰阪神大賞典作爲首戰，比賽初段選擇於後方尾二的位置推進，於第四彎道時候開始加速。進入直路後，其於先頭位置進一步提高速度，於最後200米超越領先的高尚駿逸並不斷拉開對手，最終以1 1/2馬位優勢取得冠軍。

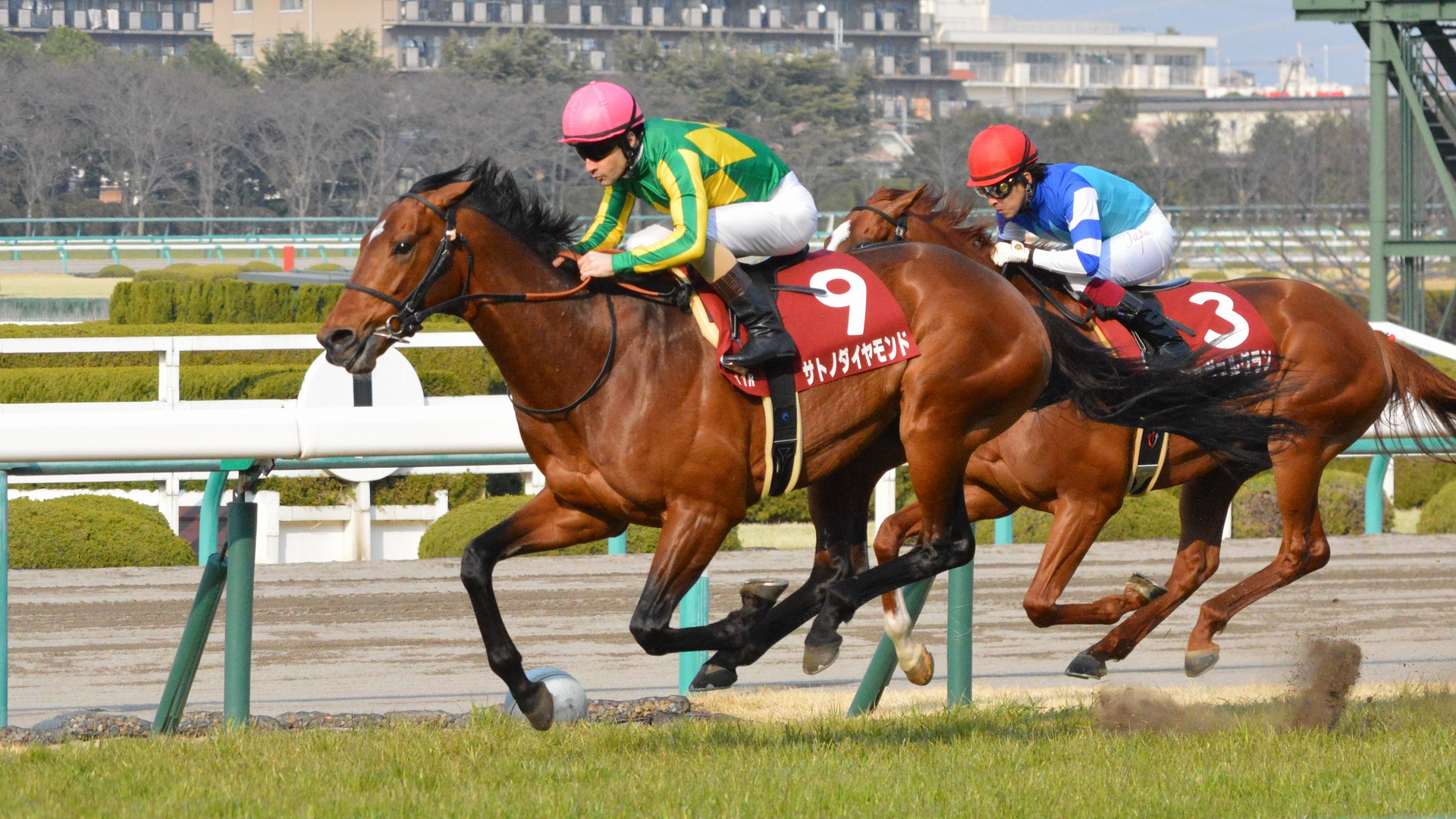
出戰阪神大賞的里見光鑽

4月30日乘勢出戰春季天皇賞，將和北部玄駒再度對決。比賽開始後，其面對北部玄駒的慢放戰術下，選擇於中團位置展開追走，並於最後彎道時準備抽出外檔望空。然而進入直路後，縱然其爆發出全場最快末腳，但仍然未能對前方的北部玄駒及高尚駿逸造成威脅，最終以第三完賽。
其後陣營安排其遠征法國，以福伊錦標接戰凱旋門大賽的形式行進。比賽開始後，於初段保持不俗的節奏推進，但於比賽途中受到軟地影響未能順利加速，最終僅獲得第四的戰績。
10月1日按照計劃出戰凱旋門大賽，然而於比賽途中再度受限於軟地，於完全無法加速突破的情況下以第十五大敗。
回國後陣營原定安排其出戰有馬紀念劍指連霸，但於11月19日時練馬師池江泰壽表示因應里見光鑽目前的狀態，將會選擇讓其放草。

### 5歲
2018年3月11日出戰金鯱賞，比賽初段以不俗的節奏保持於第五左右的位置，但進入直路後即使盡力加速仍然無法超越前方的文雅之士及里見貴族，最終敗於對手下以第三完賽。
其後出戰大阪盃及寶塚紀念仍未能掄元，分別以第七及第六落敗。
入秋後以京都大賞典作爲起動戰，比賽初段選擇擅長的居中戰術下於直路爆發末腳取得領先，最終擊退後上的珍露雅下以1/2馬位優勢取得冠軍。
然而其後未能保持優秀的表現，於日本盃及有馬紀念中均以第六完賽。
完成有馬紀念後，陣營決定安排其退役，並於12月26日取消日本中央競馬會的賽駒註冊。

### 詳細賽績
| 日期       | 舉辦國家 | 馬場   | 距離   | 級別 | 賽事名稱         | 負重 | 騎師     | 馬號 | 出馬 | 名次 | 時間     | 頭馬（二馬）     |
| ---------- | -------- | ------ | ------ | ---- | ---------------- | ---- | -------- | ---- | ---- | ---- | -------- | ---------------- |
| 8/11/2015  | 日本     | 京都   | 草2000 |      | 2歲新馬          | 55   | 李慕華   | 6    | 10   | 1    | 2:03.8   | （Leukerbad）    |
| 26/12/2015 | 日本     | 阪神   | 草2000 |      | 2歲500萬獎金以下 | 55   | 李慕華   | 11   | 15   | 1    | 2:03.8   | （Queen's Best） |
| 7/2/2016   | 日本     | 京都   | 草1800 | GIII | 如月賞           | 56   | 李慕華   | 9    | 09   | 1    | 1:46.9   | （海邊長廊）     |
| 17/4/2016  | 日本     | 中山   | 草2000 | GI   | 皋月賞           | 57   | 李慕華   | 11   | 18   | 3    | 1:58.3   | 氣概凜然         |
| 29/5/2016  | 日本     | 東京   | 草2400 | GI   | 東京優駿         | 57   | 李慕華   | 8    | 18   | 2    | 2:24.0   | 豐收節           |
| 25/9/2016  | 日本     | 阪神   | 草2400 | GII  | 神戶新聞盃       | 56   | 李慕華   | 14   | 15   | 1    | 2:25.7   | （覓奇火箭）     |
| 23/10/2016 | 日本     | 京都   | 草3000 | GI   | 菊花賞           | 57   | 李慕華   | 3    | 18   | 1    | 3:03.3   | （七色線）       |
| 25/12/2016 | 日本     | 中山   | 草2500 | GI   | 有馬紀念         | 55   | 李慕華   | 11   | 16   | 1    | 2:32.6   | （北部玄駒）     |
| 19/3/2017  | 日本     | 阪神   | 草3000 | GII  | 阪神大賞典       | 57   | 李慕華   | 9    | 10   | 1    | 3.02.6   | （高尚駿逸）     |
| 30/4/2017  | 日本     | 京都   | 草3200 | GI   | 春季天皇賞       | 58   | 李慕華   | 15   | 17   | 3    | 3:12.7   | 北部玄駒         |
| 11/9/2017  | 法國     | 尚蒂伊 | 草2400 | G2   | 福伊錦標         | 58   | 李慕華   | 5    | 6    | 4    | 紀錄缺失 | 可汗秘傳         |
| 1/10/2017  | 法國     | 尚蒂伊 | 草2400 | G1   | 凱旋門大賽       | 59.5 | 李慕華   | 9    | 18   | 15   | 紀錄缺失 | 成全寶           |
| 11/3/2018  | 日本     | 中京   | 草2000 | GII  | 金鯱賞           | 57   | 李慕華   | 5    | 9    | 3    | 2.01.9   | 文雅之士         |
| 1/4/2018   | 日本     | 阪神   | 草2000 | GI   | 大阪盃           | 57   | 戶崎圭太 | 2    | 16   | 7    | 1.59.2   | 文雅之士         |
| 24/6/2018  | 日本     | 阪神   | 草2200 | GI   | 寶塚紀念         | 58   | 李慕華   | 3    | 16   | 6    | 2.12.4   | 覓奇火箭         |
| 8/10/2018  | 日本     | 京都   | 草2400 | GII  | 京都大賞典       | 57   | 川田將雅 | 2    | 11   | 1    | 2.25.4   | （珍露雅）       |
| 25/11/2018 | 日本     | 東京   | 草2400 | GI   | 日本盃           | 57   | 莫雷拉   | 3    | 14   | 6    | 2.21.9   | 杏目             |
| 23/12/2018 | 日本     | 中山   | 草2500 | GI   | 有馬紀念         | 57   | 艾道拿   | 6    | 16   | 6    | 2.32.8   | 防爆裝束         |

## 退役後
退役後，里見光鑽成爲了配種馬，於北海道安平町社台Stallion Station休養，在2019年進行配種，首批子嗣於2020年出生。首批子嗣可於2022年出賽，6月4日經已有中央子嗣在新馬戰中取勝。2023年5月6日，里見騰輝在京都新聞盃取勝，成爲首匹勝出分級賽的子嗣。
2023年12月，其被轉移至北海道日高町育馬者Stallion Station休養，於來年在此地繼續進行配種。

### 主要子嗣

#### 分級賽優勝子嗣
2020年生
- 曲動心神（新潟紀念）
- 里見騰輝（京都新聞盃、神戶新聞盃）

## 血統簡介
父系大震撼爲日本賽駒，爲日本賽馬史上第二匹無敗三冠馬，生涯出戰十四場賽事僅得兩場未能勝出，退役後配種成績亦極爲優秀。祖父週日寧靜是美國三冠賽雙冠馬，退役後在日本配種，在日本馬壇相當成功，贏得多項分級賽事，其子嗣贏得巨額獎金。
母系Malpensa爲阿根廷賽駒，生涯戰績優秀，曾勝出當地三場一級賽。外祖父Orpen爲美國生產的英國賽駒，生涯戰績優秀，曾勝出莫尼大賽及於愛爾蘭二千堅尼跑獲季軍。

### 血統表
| 父線：週日寧靜系（Halo系）                 |                         |                 |                    |
| 種馬 大震撼 2002年（棗色）                 | 週日寧靜 1986年（棕色） | Halo            | Hail to Reason     |
| 種馬 大震撼 2002年（棗色）                 | 週日寧靜 1986年（棕色） | Halo            | Cosmah             |
| 種馬 大震撼 2002年（棗色）                 | 週日寧靜 1986年（棕色） | Wishing Well    | Understanding      |
| 種馬 大震撼 2002年（棗色）                 | 週日寧靜 1986年（棕色） | Wishing Well    | Mountain Flower    |
| 種馬 大震撼 2002年（棗色）                 | 風中秀髮 1991年（棗色） | Alzao           | 利法爾             |
| 種馬 大震撼 2002年（棗色）                 | 風中秀髮 1991年（棗色） | Alzao           | Lady Rebecca       |
| 種馬 大震撼 2002年（棗色）                 | 風中秀髮 1991年（棗色） | Burghclere      | Busted             |
| 種馬 大震撼 2002年（棗色）                 | 風中秀髮 1991年（棗色） | Burghclere      | Highclere          |
| 繁殖雌馬 Malpensa 2006年（棗色）           | Orpen 1996年（棗色）    | Lure            | 單色               |
| 繁殖雌馬 Malpensa 2006年（棗色）           | Orpen 1996年（棗色）    | Lure            | Endear             |
| 繁殖雌馬 Malpensa 2006年（棗色）           | Orpen 1996年（棗色）    | Bonita Francita | Devil's Bag        |
| 繁殖雌馬 Malpensa 2006年（棗色）           | Orpen 1996年（棗色）    | Bonita Francita | Raise the Standard |
| 繁殖雌馬 Malpensa 2006年（棗色）           | Marsella 1997年（棗色） | Southern Halo   | Halo               |
| 繁殖雌馬 Malpensa 2006年（棗色）           | Marsella 1997年（棗色） | Southern Halo   | Northern Sea       |
| 繁殖雌馬 Malpensa 2006年（棗色）           | Marsella 1997年（棗色） | Riviere         | Logical            |
| 繁殖雌馬 Malpensa 2006年（棗色）           | Marsella 1997年（棗色） | Riviere         | Talonada           |
| 雌系：Queen Bertha系（號族：1-w）          |                         |                 |                    |
| 五代內近親交配：Halo 3×4×5、北地舞人 5×5×5 |                         |                 |                    |

## 命名由來
名字中，Satono（サトノ）是馬主里見治冠名，出自其姓氏中的「里」（サト）結合日語連接詞「的」（サトノ）組成，Diamond（ダイヤモンド）即是鑽石，聯想自其額頭上的流星形狀，香港則翻譯为「光鑽」。

## 外部連結
- 里見光鑽 netkeiba.com
- 里見光鑽 sportsnavi.com
- 里見光鑽 jbis.or.jp
- 血統表